# Кеймбридж
Вижте пояснителната страница за други значения на Кеймбридж.
Кеймбридж (на английски: Cambridge) е град в Англия, административен център на графство Кеймбриджшър. Населението му е около 124 000 жители (2011).
Получава статут на голям град (city) през 1951 г. Разположен е на река Кам.
Седалище на известния Кеймбриджки университет, основан през 1209 г.
Исторически град с ценни архитектурни паметници.
Полиграфическа, електро-техническа и приборостроителна промишленост. Голям железопътен възел. Граф на Кеймбридж е принц Уилям, син на принц Чарлз и лейди Даяна Спенсър.

## Известни личности
Родени в Кеймбридж
- Дъглас Адамс (1952 – 2001), писател
- Ричард Атънбъро (1923 – 2014), режисьор и актьор
- Сид Барет (1946 – 2006), музикант
- Дейвид Гилмър (р. 1946), музикант
- Джон Мейнард Кейнс (1883 – 1946), икономист
- Ема Къркби (р. 1949), певица
- Джерард Макбърни (р. 1954), композитор
- Франк Рамзи (1903 – 1930), математик
- Джордж Шакъл (1903 – 1992), икономист

Починали в Кеймбридж
- Стивън Хокинг (1942 – 2018), физик
- Сид Барет (1946 – 2006), музикант
- Никълас Калдор (1908 – 1986), икономист
- Роджър Коутс (1682 – 1716), математик
- Джордж Едуард Мур (1873 – 1958), философ
- Ърнест Ръдърфорд (1871 – 1937), физик
- Джордж Гейбриъл Стоукс (1819 – 1903), физик и математик
- Ото Фриш (1904 – 1979), физик
- Годфри Харълд Харди (1877 – 1947), математик
- Джеймс Чадуик (1891 – 1974), физик

Други личности, свързани с Кеймбридж
- Владимир Набоков (1899 – 1977), руски писател, учи в университета през 1919 – 1922